# 蠣崎千晴

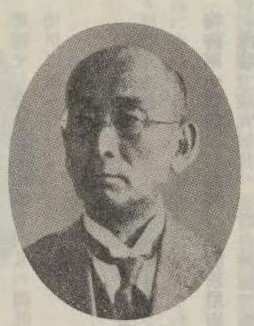
蠣崎千晴

蠣崎 千晴（かきざき ちはる、1870年6月11日（明治3年5月13日） - 1950年9月29日）は、日本の獣医学者、家畜伝染病学者、医学博士である。
家畜伝染病学の第一人者であり、牛疫予防ワクチンを開発した。この牛疫予防ワクチンは、牛疫病牛の脾臓乳剤及びリンパ腺にグリセリンを作用させ、その発病性を失わせることで作られた。このワクチンは牛に対する注射反応が非常に少なく、免疫持続期間は約1年、製造後の有効期間も2年半から3年9か月と優秀なものであった。

## 経歴
- 1870年6月11日（旧暦5月13日） - 現在の宮城県仙台市に生まれる[1]。
- 1895年 - 東京帝国大学農科大学獣医学乙科を卒業[1][2]。その後、時重初熊助教授の助手として勤務する[2]。
- 1904年 - 農商務省獣疫調査所技手となる[1][2]。
- 1911年 - 農商務省牛疫血清製造所（1908年に朝鮮総督府獣疫血清製造所に改称）の技手となる[1][2]。
- 1929年 - 朝鮮総督府獣疫血清製造所同製造所の所長となる[1][2]。
- 1933年 - 退官[1][2]
- 1950年9月29日 - 死去[1][2]

## 受賞など
- 勲五等双光旭日章（1922年）[1][2]
- 帝国発明協会恩賜記念賞及び大賞（1926年）[2]
- 農学賞「牛疫予防接種に関する実験的研究」（1928年）[1][2]
- 日本の十大発明家（1930年）